# Stade Pietro-Barbetti
Le stade Pietro-Barbetti (en italien : stadio Pietro Barbetti), également connu sous le nom de stade communal Pietro-Barbetti (en italien : Stadio comunale Pietro Barbetti) et auparavant connu sous le nom de stade polysportif San Biagio (en italien : Stadio Polisportivo San Biagio), est un stade de football italien situé dans la ville de Gubbio, en Ombrie.
Le stade, doté de 4 939 places et inauguré en 1977, sert d'enceinte à domicile à l'équipe de football de l'Associazione Sportiva Gubbio 1910.
Le stade porte le nom de Pietro Barbetti, président de l'AS Gubbio entre 1956 et 1958 puis entre 1963 et 1970.

## Histoire
Le stade ouvre ses portes en 1977 sous le nom de stade polysportif San Biagio (et surnommé plus couramment le San Biagio).
Le 6 mai 2006, le stade change de nom pour désormais s'appeler le stade Pietro Barbetti.
En mars 2011, la maire de Gubbio, Maria Cristina Ercoli, et d'autres responsables de la ville, rencontrent le vice-président de l'AS Gubbio, Giancarlo Brugnoni, ainsi que le directeur général Giuseppe Pannacci, pour discuter de l'adaptation du stade aux exigences de Serie B. Le stade est alors rénové à partir du 11 mai 2011 (les vestiaires, la nouvelle salle de presse, la tribune des visiteurs, un système d'entrée à tourniquets, un système de caméras de vidéosurveillance ainsi qu'un système de projecteurs pour les matchs nocturnes). La capacité passe alors de 4 100 à 4 939 places assises.

## Événements

### Matchs internationaux de football
| Date              | Compétition                           | Équipes                           | Score | Affluence |
| ----------------- | ------------------------------------- | --------------------------------- | ----- | --------- |
| 24 mai 1990       | Match amical (match test)             | AS Gubbio 1910 — Brésil           | 1-14  | —         |
| 15 septembre 2010 | Qualifs. coupe du monde féminine 2011 | Italie féminine — France féminine | 2-3   | —         |